# Universidad Duke
La Universidad Duke (en inglés: Duke University) es una universidad privada estadounidense, ubicada en Durham, Carolina del Norte. En su edición de 2019, el Times Higher Education situó a Duke en el puesto número siete entre las mejores universidades estadounidenses.
La universidad es miembro de la Asociación de Universidades Americanas, una asociación que, desde 1900, reúne a las universidades de investigación de élite en Estados Unidos de América.
Se fundó en el año 1838, en la ciudad de Trinity, por metodistas y cuáqueros. Su sede se trasladó a la localidad de Durham, Carolina del Norte en 1892. Su nombre rinde homenaje a Washington Duke, padre de uno de sus primeros benefactores, el multimillonario empresario estadounidense James Buchanan Duke.
Duke es reconocida mundialmente por su excelencia académica tanto en formación de pregrado como de postgrado, pero también por el impacto de la investigación desarrollada en sus diversos centros e institutos de investigación. 
El gasto en investigación de la Universidad Duke en el año 2014 fue de $1,037 millones de USD, el séptimo más grande de la nación. En 2014 Thomson Reuters nombró a 32 profesores la Universidad Duke a su lista de investigadores altamente citados del Instituto para la Información Científica, haciéndola tener el cuarto lugar global en términos de afiliaciones primarias. La universidad también se clasificó como la n.º 5 entre universidades del país que han producido escolares Rhodes, Marshall, Truman, Goldwater, y Udall. Diez premios Nobel y tres ganadores del Premio Turing están afiliados a la Universidad, entre ellos el profesor Robert Lefkowitz, del departamento de Química, quien obtuvo el Premio Nobel de Química en 2012. Los equipos de deportes de la Universidad compiten en la Atlantic Coast Conference y el equipo de baloncesto es reconocido por haber ganado cinco Campeonatos de la División I de Baloncesto Masculino de la NCAA, el más reciente en 2015.

## Facultades y escuelas
- Trinity College of Arts and Sciences
- Duke University School of Law
- Graduate School of Duke University
- Duke Divinity School
- Duke University School of Medicine
- Duke University School of Nursing
- Nicholas School of the Environment
- Edmund T. Pratt Jr. School of Engineering
- Fuqua School of Business
- Duke-NUS Graduate Medical School
- Sanford School of Public Policy
- Duke Kunshan University

## Campus
La Universidad Duke es dueña de 254 edificios en 8547 acres (34,59 km²) de terreno, el cual incluye los 7044 acres (28,51 km²) del Bosque Duke. El campus está dividido en cuatro áreas principales: Los campus Oeste, Este, y Central, y el Centro Médico, los cuales están todos conectados vía un servicio gratuito de autobús. En la costa Atlántica en Beaufort, Carolina del Norte, Duke es dueña de 15 acres (61 000 m²) como parte de su laboratorio marino. Una de las principales atracciones públicas en el campus principal son los jardines de Sarah P. Duke, establecidos en 1930 abarcando 54 acres (220 000 m²).
A principios de 2012, el Duke Cancer Center abrió sus puertas a lado del Hospital Duke en Durham. El centro de atención al paciente consolida casi todos los servicios de atención clínica ambulatoria de Duke.

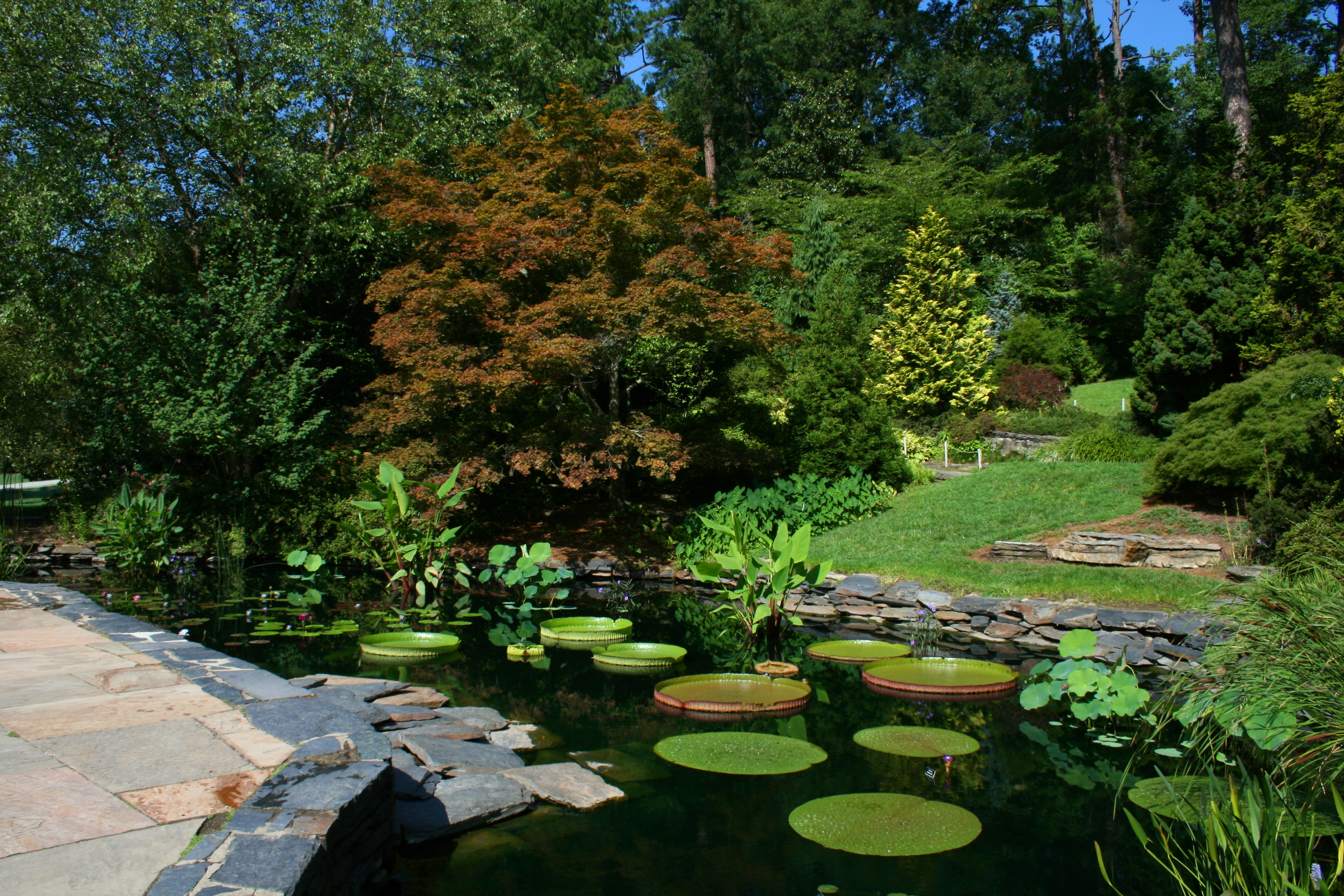
Los jardines de Sarah P. Duke atraen a más de 300,000 visitantes cada año.

## Deportes
Los equipos deportivos de Duke, denominados Blue Devils, pertenecen a la Atlantic Coast Conference, y a lo largo de su historia han conseguido 16 campeonatos nacionales, incluidos cinco en baloncesto masculino.

## Académica

### Admisiones
Admisión a Duke es altamente selectivo; Duke recibió más de 31,150 solicitudes para la promoción de 2019, y admitió 9.4% de solicitantes. De acuerdo con The Huffington Post, Duke fue la décima universidad más difícil en los Estados Unidos para ser admitido basado en información de admisiones de 2010. La tasa de cede (el porcentaje de estudiantes aceptados que eligen acudir a la universidad) es aproximadamente 50%. Para la clase de 2015, 90% de los estudiantes matriculados se encontraban en el top 10% de su generación en preparatoria; 97% se encontraba en el top 25% de su generación. La media 50% del rango de puntajes SAT de los candidatos a estudiantes que fueron aceptados al Trinity College of Arts and Sciences en el otoño de 2014 es de 680-790 para verbal/lectura comprensiva, 700-800 para matemáticas, y 700-790 para escritura, mientras que el rango compuesto del ACT es 31-35. Para aquellos aceptados a la Pratt School of Engineering, la media 50% del rango para el SAT es 700-780 para verbal/lectura comprensiva, 760-800 para matemáticas, y 720-800 para escritura, mientras que el rango compuesto del ACT es 33-35. El puntaje promedio del SAT es 2240.
De 2001 a 2011, Duke ha tenido el sexto mayor número de becas Fulbright , Rhodes, Truman y Goldwater en la nación entre las universidades privadas. La Universidad practica admisiones ciegas a las necesidades, y cumple con el 100% de la necesidad demostrada de estudiantes admitidos. Alrededor del 50% de todos los estudiantes de Duke reciben algún tipo de ayuda financiera, que incluye la ayuda basada en la necesidad, la ayuda atlética, y la ayuda de mérito. La subvención media basada en la necesidad para el año académico 2013-2014 fue de casi $39,275. Se ofrecen también casi 60 becas por mérito, incluyendo la Beca Angier B. Duke Memorial, otorgada por excelencia académica. Otras becas están dirigidas a estudiantes de Carolina del Norte, los estudiantes afroamericanos y estudiantes de alto rendimiento que requieren ayuda financiera.

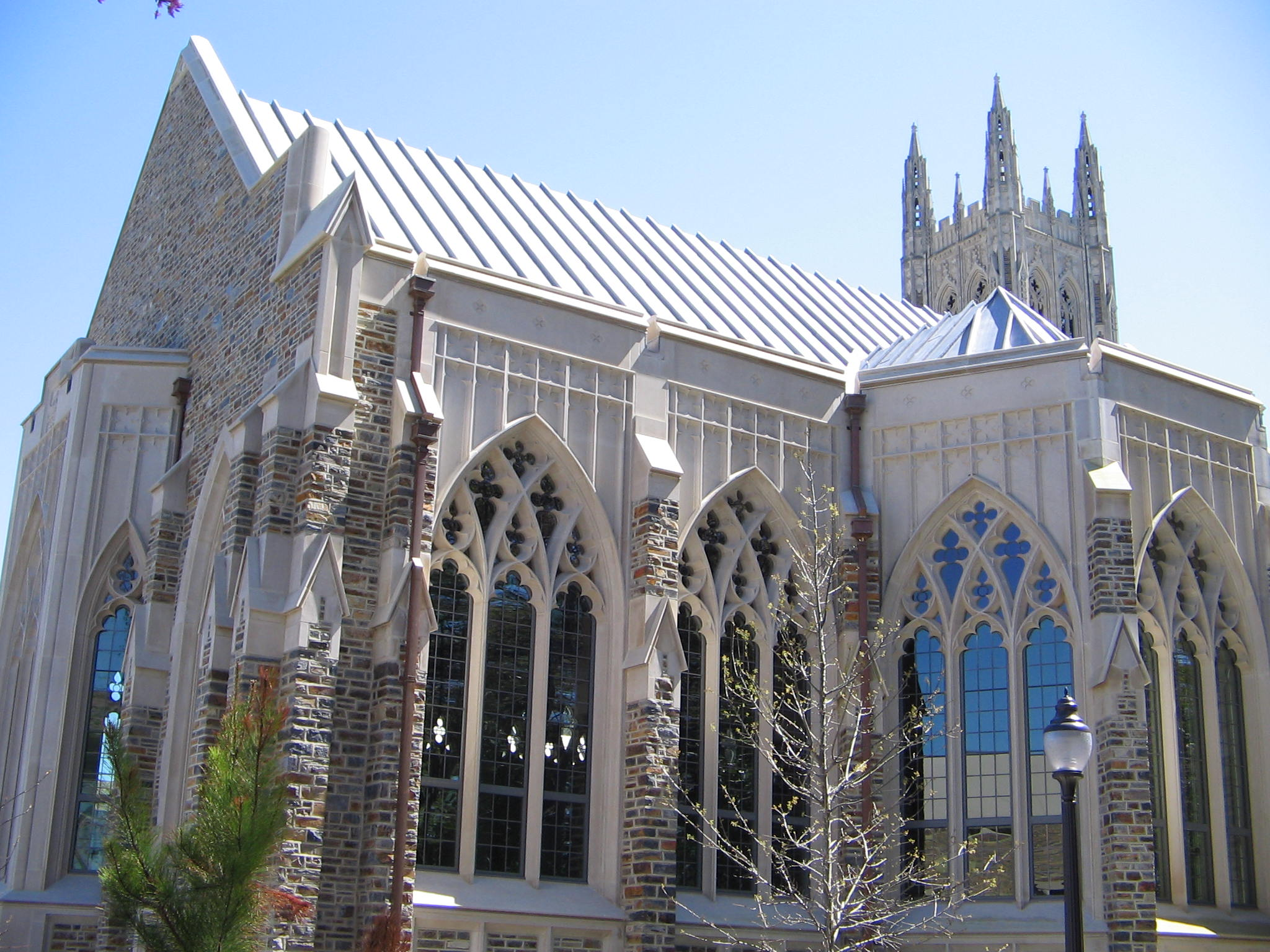
Capilla Goodson, parte de las adiciones a la Divinity School.

### Perfil del egresado
En 2009, la Escuela de Medicina recibió 5,166 solicitudes y aceptó aproximadamente el 4% de ellas, mientras que el promedio GPA y resultados MCAT para los estudiantes aceptados desde 2002 hasta 2009 fueron 3.74 y 34, respectivamente. La Escuela de Derecho aceptó aproximadamente el 13 % de sus solicitantes de la Clase del 2014, mientras que los estudiantes que se matriculaban tenían un GPA promedio de 3.75 y un LSAT promedio de 170.
Las escuelas de posgrado y profesionales de la Universidad incluyen la Graduate School, la Pratt School of Engineering, la Nicholas School of the Environment, la School of Medicine, la Duke-NUS Graduate Medical School, la Escuela de Enfermería, la Fuqua School of Business, la Escuela de Derecho, la Divinity School, y la Sanford School of Public Policy.

### Plan de estudios de pregrado

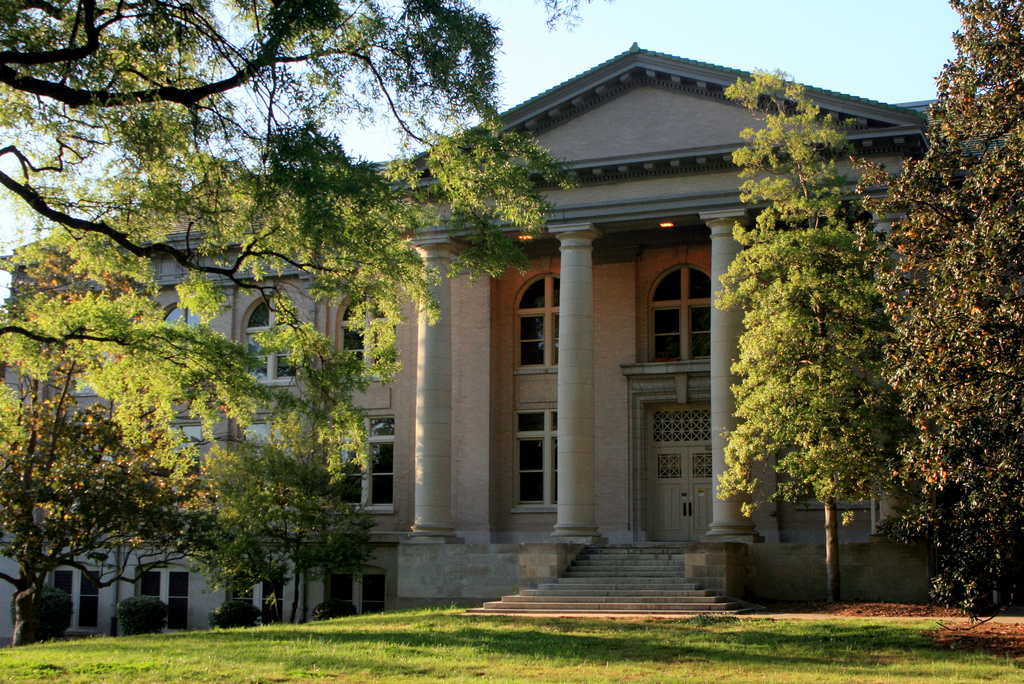
El edificio West Duke en el campus Este reemplazó al destruido edificio Washington Duke.

Duke ofrece 46 carreras de arte y ciencia, 4 carreras de ingeniería, 52 subespecialidades (incluyendo dos en ingeniería) y Program II, el cual permite a los estudiantes diseñar su propia carrera interdisciplinaria en artes y ciencias, e IDEAS, el cual permite a los estudiantes diseñar su propia carrera de ingeniería. Veinticuatro programas de certificación también están disponibles. Estudiantes persiguen una carrera, y pueden perseguir una combinación de un total de hasta tres subespecialidades, certificados, y/o una segunda carrera. Ochenta y cinco por ciento de los estudiantes de pregrado se matriculan en la Trinity College of Arts and Sciences, mientras que el resto lo hace en la Pratt School of Engineering.
El plan de estudios de Trinity College of Arts and Sciences opera bajo la versión revisada del “Plan de estudios 2000.”  Lo anterior asegura que los estudiantes estén expuestos a una gama de “áreas de conocimiento” y “modos de cuestionamiento.” El plan de estudios tiene como objetivo el ayudar a estudiantes a desarrollar facultades críticas y de juicio aprendiendo a como acceder, sintetizar, y comunicar conocimiento efectivamente. La intención de lo anterior es para asistir a los estudiantes a adquirir perspectiva sobre eventos actuales e históricos, conduciendo investigación y resolviendo problemas, además de desarrollar tenacidad y una capacidad para trabajo arduo y continuo. Estudiantes de primer año pueden elegir a participar en el programa FOCUS, el cual permite a estudiantes abordar una exploración interdisciplinaria de un tema específico en un escenario de grupos pequeños.
El alcance del plan de estudios de Pratt School of Engineering es más reducido, sin embargo acomoda carreras dobles en una variedad de disciplinas. La escuela enfatiza la investigación de pregrado – oportunidades de experiencias prácticas se presentan por medio de prácticas profesionales, programas de becas, y el plan de estudios estructurado. Más del veintisiete por ciento de los estudiantes de pregrado de Pratt School of Engineering estudian en el extranjero, un porcentaje pequeño en comparación con cerca de la mitad de los estudiantes de pregrado de Trinity College of Arts and Sciences, pero mucho más grande que el reciente promedio nacional de estudiantes de ingeniería (3.2%).

### Bibliotecas y museos
Duke Libraries, uno de los top 10 sistemas privados de investigación bibliotecaria de la nación, incluye a las bibliotecas Perkins, Bostock, y Rubenstein ubicadas en el campus Oeste, las bibliotecas Lilly y de música en el campus Este, la biblioteca conmemorativa Pearse en el laboratorio marino de Duke, y las bibliotecas administradas separadamente que sirven a las escuelas de negocios, divinity, leyes, y medicina.    

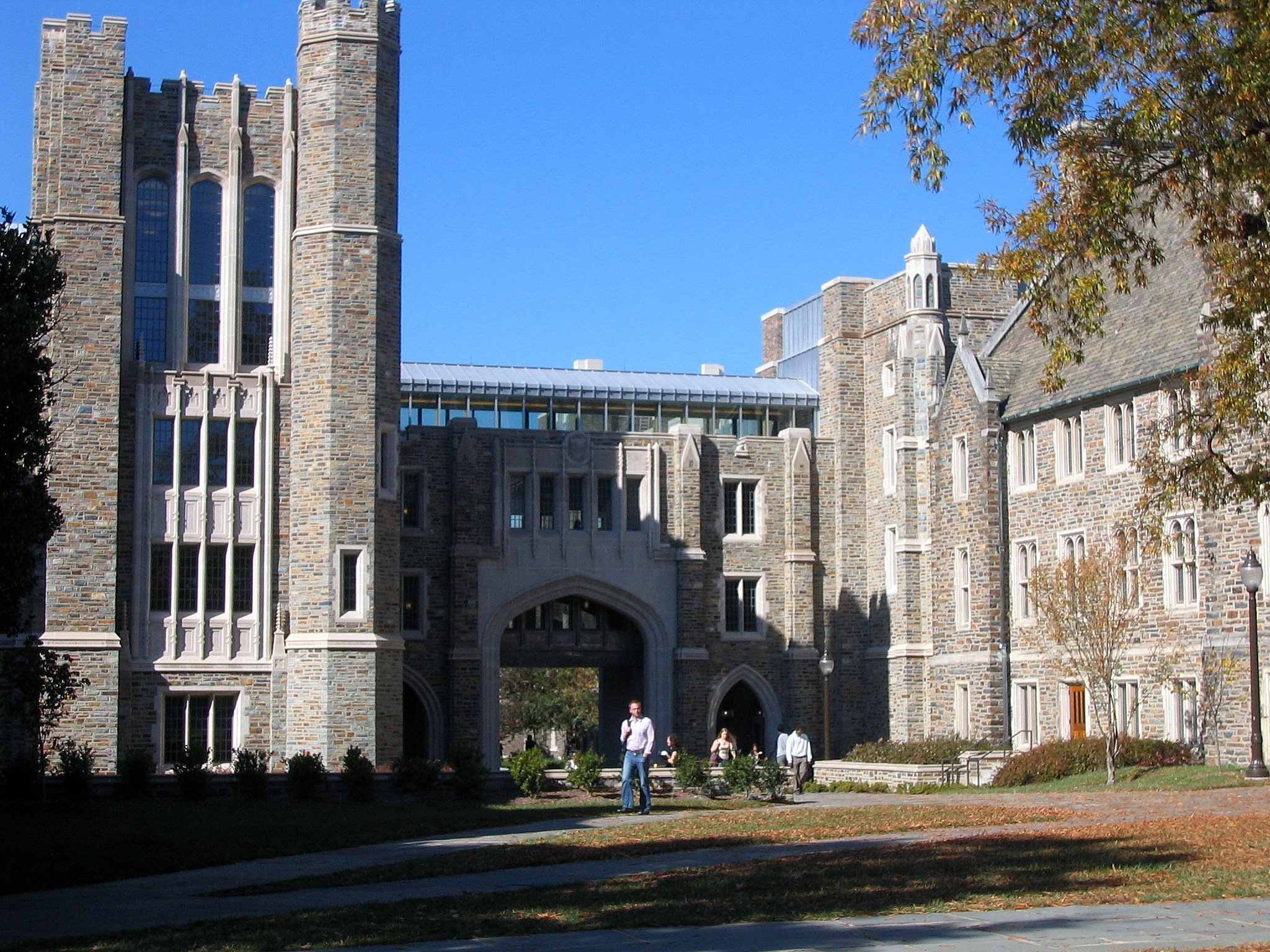
Entrada a la biblioteca Bostock, la cual abrió sus puertas en el otoño de 2005

Las colecciones de arte de Duke se encuentran alojadas en el Nasher Museum of Art en el campus Central. El museo fue diseñado por Rafael Viñoly y lleva el nombre del exalumno y coleccionista de arte Raymond Nasher. El museo abrió en 2005 a un costo de alrededor de $23 millones de USD y contiene alrededor de 13,000 obras de arte, incluyendo trabajos de William Cordova, Marlene Dumas, Olafur Eliasson, David Hammons, Barkley L. Hendricks, Christian Marclay, Kerry James Marshall, D Alma Thomas, Hank Willis Thomas, Bob Thompson, Kara Walker, Andy Warhol, Carrie Mae Weems, Ai Weiwei, Fred Wilson y Lynette Yiadom Boakye.

### Investigación
Los gastos de investigación de Duke en el año fiscal de 2014 fueron $1,037 millones de USD, el séptimo más grande de la nación. En el año fiscal de 2013 el Centro Médico de la Universidad Duke recibió $270 millones de USD en fondos del National Institutes of Health (exclusivos de contratos y de reconocimientos del programa de estímulos económicos).
El personal docente de Duke se encuentra entre los más productivos de la nación. Durante la historia de la escuela, investigadores de Duke han hecho diversos descubrimientos, incluyendo el desarrollo del primer sistema de diagnóstico de ultrasonido tridimensional en tiempo real del departamento de ingeniería biomédica, y los primeros vasos sanguíneos artificiales y estents. En el año 2015 Paul Modrich compartió el Premio Nobel de Química. En el año 2012, Robert Lefkowitz junto con Brian Kobilka, quien es también un ex afiliado, compartieron el Premio Nobel de química por su trabajo en receptores acoplados a Proteínas G. En el departamento de ingeniería mecánica, Adrián Bejan desarrolló la teoría constructal, la cual explica de manera simple la complejidad de las formas que surgen en la naturaleza. Duke ha sido pionera en estudios que involucran dinámicas no lineales, caos, y sistemas complejos en física. En mayo de 2006 investigadores de Duke mapearon el último cromosoma humano, lo cual fue noticia mundial pues el Proyecto Genoma Humano finalmente se había completado. Reportes del involucramiento de investigadores de Duke en la investigación de una vacuna contra el sida surgieron en junio de 2006 El departamento de biología combina dos históricamente fuertes programas en botánica y zoología, mientras que uno de los teólogos líder de la divinity school es Stanley Hauerwas, quien fuera nombrado por  Time como el mejor teólogo de los Estados Unidos en 2001. El programa de posgrado en literatura presume a diversas figuras reconocidas internacionalmente, incluyendo a  Fredric Jameson, Michael Hardt, y Rey Chow, mientras que filósofos Robert Brando y, el ganador del premio Laktos Alexander Rosenberg, contribuyen al ranking de Duke por tener el mejor programa en filosofía de biología de la nación, según el Philosophical Gourmet Report.
El Índice de Productividad de Docencia Erudita (Faculty Scholarly Productivity Index) posicionó al personal docente de Duke como el primero de la nación en los campos de Oncología, Biología de Cáncer, Ingeniería Biomédica, y Economía Aplicada. Los departamentos de Política Pública, Estadísticas, Química, Ciencias del medio ambiente, Medicina, y Genética Molecular (entre otros) fueron posicionados en el top cinco. Otros departamentos incluyendo Ingeniería Eléctrica, Ingeniería Mecánica, y Enfermería fueron posicionados en el top diez.